# Stefan Momirov
Stefan Momirov (n. Vršac, Serbia, 18 de diciembre de 1999) es un baloncestista serbio que pertenece a la plantilla del KK Spartak Subotica de la Košarkaška Liga Srbije. Con 1,98 metros de estatura, juega en la posición de escolta.

## Trayectoria deportiva
Momirov es un escolta formado en el Estrella Roja de Belgrado, con el que jugó los Torneos de Next Generation de Baloncesto de la Euroliga Sub-18 desde 2015 a 2017.
En la temporada 2017-18, fue cedido al KK FMP de la Liga Serbia de Baloncesto. En diciembre de 2017, Momirov firmó un contrato de varias temporadas con KK FMP y fue cedido al equipo al KK Vršac de su ciudad natal para el resto de la temporada 2017-18.
En marzo de 2020, llegó a un acuerdo para salir del KK FMP.
El 28 de agosto de 2020, Momirov firmó un contrato de dos temporadas con KK Mega Bemax de la Liga Serbia de Baloncesto.
El 14 de julio de 2021, firmó con el Kolossos Rodou BC de la A1 Ethniki. En 26 partidos promedió 6,6 puntos, 3,6 rebotes, 1,1 asistencias y 1 robo, jugando unos 27 minutos por partido.
El 15 de junio de 2022, firma por el Club Baloncesto Breogán de la Liga Endesa, renovando posteriormente para la temporada 2023/24, la que será su segunda campaña en el conjunto de la ciudad amurallada.
El 20 de junio de 2024, regresa a su país para jugar en el KK Spartak Subotica de la Košarkaška Liga Srbije, junto a Matej Rudan.